# Caltathra
Caltathra is een geslacht van rechtvleugeligen uit de familie krekels (Gryllidae). De wetenschappelijke naam van dit geslacht is voor het eerst geldig gepubliceerd in 1987 door Otte.

## Soorten
Het geslacht Caltathra omvat de volgende soorten:
- Caltathra amiensis Desutter-Grandcolas, 1997
- Caltathra areto Desutter-Grandcolas, 1997
- Caltathra chopardi Desutter-Grandcolas, 1997
- Caltathra doensis Desutter-Grandcolas, 2002
- Caltathra dubia Chopard, 1915
- Caltathra minuta Desutter-Grandcolas, 2002
- Caltathra paniensis Desutter-Grandcolas, 2002
- Caltathra paniki Otte, 1987
- Caltathra steinmanni Gorochov, 1986